# Physobolus annulatus
Physobolus annulatus är en mångfotingart som beskrevs av Carl Graf Attems 1953. Physobolus annulatus ingår i släktet Physobolus och familjen slitsdubbelfotingar. Inga underarter finns listade i Catalogue of Life.